# Oehlenschlægersgade
Oehlenschlægersgade er en gade på Vesterbro i København, der strækker sig over ca. 750 m fra Vesterbrogade i nord til Sønder Boulevard i syd. Oehlenschlægersgade er sammen med Valdemarsgade er de længste af sidegaderne til Vesterbrogade. Gaden udgør postdistriktet 1663 København V.
Gadens navn refererer til digteren Adam Oehlenschläger, der er opvokset i området. Det var dog først ved udgravninger i 2024, at man fandt fundamentet til det, der kan have været barndomshjemmet.

## Historie
Gaden blev anlagt i 1857 og navngivet i 1859. Anlæggelsen skete på privat initiativ fra ejeren af en af de tidligere strandlodder, der strakte sig fra Vesterbrogade til Kalvebod Strand. Gaden blev som andre gader på Vesterbro anlagt midt på parcellen, så der kunne udstykkes til begge sider, hvilket udnyttede grunden optimalt. Byggeriet var dog kun sparsomt i 1870'erne, men efterhånden opførtes etageejendomme, der hovedsageligt er i fem etager med pudsede facader. Bygningerne har i reglen høj kælder eller stueetage i gadeniveau.
Af markante bygninger i gaden kan nævnes Oehlenschlægersgades Skole fra 1885, der er tegnet af Andreas Clemmensen og nr. 17, der er en af gadens ældste bygninger. Det rummer i dag Hotellet Vesterbro, der som navnet antyder er et hotel, men som drives af Københavns Kommune som et beskæftigelsestilbud til borgere med sociale problemstillinger. Oprindeligt lå Vesterbro Apotek på det sted, hvor Oehlenschlægersgade munder ud i Vesterbrogade. 

## Kultur
Gaden nævnes i Dan Turèlls digt "Gennem byen en sidste gang" fra 1977, hvor han skriver, at han vil "slentre langs med Oehlenschlægersgade (...) og jeg vil gå på et af værtshusene, måske Café Guldregn og nyde en bitter dram og ikke andet".